# Crespano del Grappa
Crespano del Grappa (velenceiül Grespan) település Olaszországban, Veneto régióban, Treviso megyében. Lakosainak száma 4511 fő (2018. január 1.). Crespano del Grappa Borso del Grappa, Cismon del Grappa, Paderno del Grappa, San Zenone degli Ezzelini és Fonte községekkel határos.

## Népesség
A település népességének változása:

| 2017 | 4 534 |
| 2018 | 4 511 |